# Кварцяни Михайло Андрійович

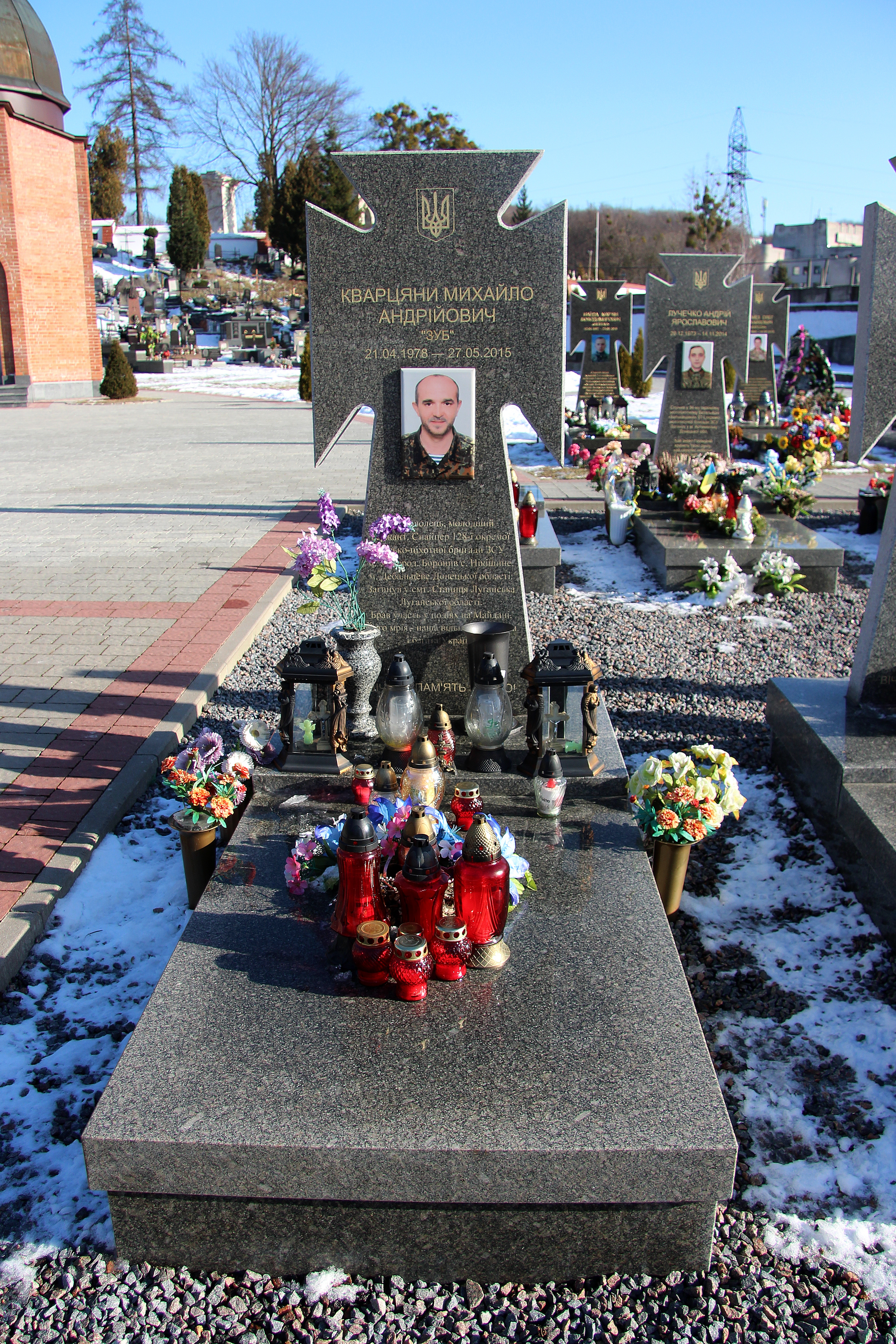

Миха́йло Андрі́йович Кварця́ни (нар. 21 квітня 1978 — 27 травня 2015) — молодший сержант Збройних сил України, учасник російсько-української війни

## Життєвий шлях
Закінчив львівський Ліцей №51, займався боксом;— посідав призові місця. Пройшов строкову службу армії, молодший сержант. Демобілізувавшись, працював на ПАТ «Львівська кондитерська фабрика „Світоч“», заочно навчався у Львівській комерційній академії.
Брав участь в подіях Революції Гідності. 31 липня 2014 року добровольцем вступив до лав української армії, снайпер 128-ї гірсько-піхотної бригади. З 10 листопада 2014 року боронив Україну в Дебальцевому, у лютому 2015 року одним з останніх виходив з котла під Дебальцевим. Побував удома в короткотерміновій відпустці.
27 травня 2015 року загинув при обороні взводного опорного пункту «Сідор» (Станиця Луганська).
30 травня 2015 року в гарнізонному храмі святих апостолів Петра і Павла у Львові відбулося прощання рідних, знайомих з Михайлом. Похований на Личаківському цвинтарі, Поле почесних поховань.
Без Михайла лишились мама та син 2003 р.н.

## Нагороди та вшанування
- Указом Президента України № 553/2015 від 22 вересня 2015 року — орденом «За мужність» III ступеня (посмертно)[1]
- Згідно рішення виконкому ЛМР учасник АТО Михайло Кварцяни вшанований меморіальною табличкою, яка була встановлена на фасаді будівлі початкових класів Львівської спеціалізованої середньої загальноосвітньої школи № 37 з поглибленим вивченням французької мови (вул. Личаківська, 38), у якій він навчався[2]. Освячення та відкриття меморіальної таблиці герою українсько-російської війни відбулося 16 травня 2017 р.[3].